# Лопенник-Подлесьний
Лопенник-Подлесьни (пол. Łopiennik Podleśny) — село в Польщі, у гміні Лопенник-Гурний Красноставського повіту Люблінського воєводства.
Населення — 324 особи (2011).

## Демографія
Демографічна структура станом на 31 березня 2011 року:
|          | Загалом | Допрацездатний вік | Працездатний вік | Постпрацездатний вік |
| -------- | ------- | ------------------ | ---------------- | -------------------- |
| Чоловіки | 168     | 37                 | 101              | 30                   |
| Жінки    | 156     | 31                 | 79               | 46                   |
| Разом    | 324     | 68                 | 180              | 76                   |